# 扎爾馬 (密蘇里州)
扎爾馬（英語：Zalma）是位於美國密蘇里州波林格縣的普查規定居民點。

## 人口
根據2020年美國人口普查的數據，扎爾馬的面積為0.54平方千米，皆為陸地。當地共有人口73人，而人口密度為每平方千米135.19人。